# Marcus Koch (Musiker)
Marcus Koch (* 9. Februar 1979 in Bad Karlshafen) ist ein deutscher Musiker (Keyboarder/Pianist), Musikproduzent und Komponist. Seine Musik lässt sich überwiegend den Musikrichtungen Elektronische Musik, Downtempo, Ambient, Lounge und Chillout zuordnen.

## Leben und Werke
Marcus wuchs in einer musikalischen Familie auf und bekam schon früh Klavierunterricht. Als Jugendlicher entwickelte er ein starkes Interesse an der Komposition sowie auch der Produktion eigener Musik. Während dieser Zeit erlernte er weitere Instrumente, unter anderem Gitarre, Schlagzeug und Akkordeon.
Nach dem Abitur 1998 nahm er ein Studium der Musik und der Mathematik auf, welches er 2004 erfolgreich beendete.
Danach arbeitete er als Produzent in vielen Tonstudios unter anderem mit Künstlern wie Martin Solveig, Shaun Baker und John Davies zusammen. Der M&M’s Remix von Rocking Music für Martin Solveig schaffte es auf Platz 9 der deutschen Singlecharts. Auch die Zusammenarbeit mit Shaun Baker und John Davies konnte diverse Chartplatzierungen vorweisen.
2011 unterschrieb Marcus exklusiv beim Label Plusquam Records und veröffentlichte sein Debüt-Album Behind the Rhodes, dessen Singleauskopplung Smooth den 13. Platz der deutschen Chillout Charts erreichte. Die Titel dieses Albums sind heute auf vielen erfolgreichen und internationalen Kompilationen vertreten.
2012 veröffentlichte Marcus sein zweites Album Last Summer sowie die EPs Maldives, One by One und Sinfonie. 2013 übernahm das Label Amaro – Music seinen gesamten Musikkatalog. Sein drittes Album Chillmodes sowie die Piano-LP Time wurden im Dezember 2013 veröffentlicht. Unter dem Pseudonym „Symphonicum“ ist im selben Jahr sein erstes klassisches Werk mit dem Namen Awakening erschienen.
2016 wurde Marcus für den Schallwelle Award, einem deutschen Preis für elektronische Musik, in der Kategorie Neuentdeckungen, nominiert.

## Diskografie

### Alben
- Behind the Rhodes (2011)
- Piano Moods (2011)
- Last Summer (2012)
- Awakening (2013)
- Chillmodes (2013)
- Time (2013)
- Deeper Lounge (2014)
- Silhouettes (2014)
- Calm (2015)
- Loungetime (2016)
- Behind the Rhodes – Reloaded (2016)
- Behind the Rhodes – Unplugged (2016)
- Stay Chilled (2017)
- Enchillada (2018)
- Peaceful (2019)
- Smooth Frequencies (2020)

### Singles
- Maldives (2012)
- One by One (2012)
- Sinfonie (2012)
- Soulseeker (2014)
- Kling Klong (2014)
- True Colours (2014)
- The Rocket (2014)
- Sunlounger (2014)
- Ocean Spirits (2014)
- True Fairytales (2014)
- Moon Safari (2014)
- Spinning Around (2015)
- Moonrising (2015)
- Earth Buildings (2015)
- Come Together (2019)
- Everlasting (2019)
- Let you go (2019)
- Signs (2019)
- Deeper Chill (2019)
- Sunshine (2019)
- Everywhere we go (The Remixes) (2020)
- You wanna know (2022)
- Makes me feel OK (2022)
- In my Soul (2022)
- No more fear (2023)
- Shades of Blue (2024)
- Time is now (2024)
- Gravity (2024)
- Pictures (2024)
- Solace (2024)
- All we are (2024)
- Where did you go? (2024)
- Digital Punk (2024)

### Kompilationen
- Musik von Marcus Koch findet man auf mehr als 100 Kompilationen wie z. B. Sunset del Mar, When Lounge meets Jazz u. v. m.